# Thirlmere Aqueduct
Le Thirlmere Aqueduct (aqueduc du Thirlmere) est un aqueduc construit par la Manchester City Council à la fin du XIXe siècle afin d'acheminer les eaux du Thirlmere vers Manchester.

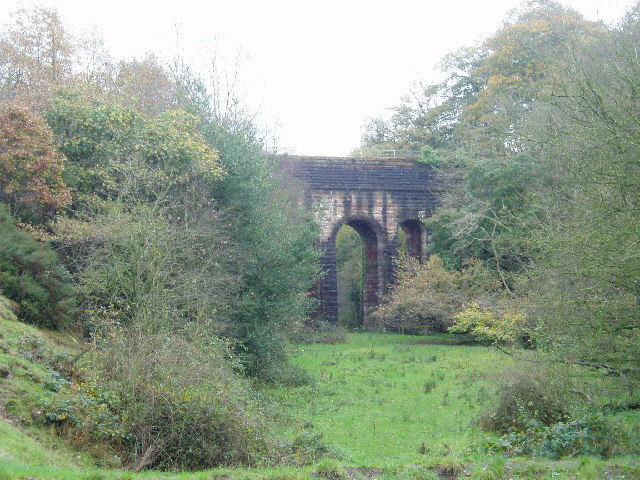
Thirlmere Aqueduct.

L'eau parcourt en 36 heures les 96 miles de l'aqueduc, uniquement par gravité. C'est le 13 octobre 1894 que l'eau acheminée depuis le Thirlmere jaillit pour la première fois à Manchester, dans une fontaine conçue pour l'occasion dans Albert Square (en). Au moment de cette inauguration, certaines sections du parcours, prévues pour être constituées de plusieurs pipelines n'en contiennent encore qu'un seul. Ce n'est qu'en 1928 que l'ensemble des voies est finalisée sur l'ensemble du parcours. 